# 西藏微紫草
西藏微紫草（学名：Microula tibetica）是紫草科微孔草属的植物。分布在克什米尔、锡金以及中国大陆的西藏等地，生长于海拔4,500米至5,300米的地区，见于湖边沙滩上、山坡流砂中及高原草地，目前尚未由人工引种栽培。

## 异名
- Microula tibetica Benth. var. laevis W. T. Wang
- Microula tibetica Benth. var. pratensis (Maxim.) W. T. Wang